# بيڭودين
بيڭودين هي جماعة قروية في إقليم تارودانت بجهة سوس ماسة جنوب المغرب. وهي تضم 5131 نسمة، حسب الإحصاء العام للسكان والسكنى لسنة 2014.

## دواوير الجماعة
- دوار وصردا (مركز الجماعة)
- دوار بيڭودين
- دوار ترواياسين
- دوار تحمدا
- دوار أكادير إموزكاون
- دوار إفري إغيل
- دوار أكرسوان
- دوار أودجو
- دوار تمدانت
- دوار إمغران
- دوار أيت مبارك
- دوار إيمشيرن
- دوار تينزرت
- دوار سكات
- دوار تسدمت
- دوار تنبزيت
- دوار تنيلفت
- دوار تنمرت
- دوار تجكالين
- دوار تزي الحجاج
- دوار دوسدرم
- دوار أنمدل

## التعليم
قائمة المؤسسات التعليمية في جماعة بيڭودين:
- مجموعة مدارس بيڭودين (المركزية: سد عبد المومن / الوحدات: تغزوت، تنيلفت، تنمرت، املال، سكات)
- مجموعة مدارس 11 يناير (المركزية: ترواياسين / الوحدات: بيڭودين، تمدانت، اكرسوان)
- مجموعة مدارس الوفاء (المركزية: تسدمت / الوحدات: انمدل، إمغران، تنزرت، تزي الحجاج)

## الصحة
قائمة المؤسسات الصحية في جماعة بيڭودين:
- المركز الصحي القروي من المستوى الأول بيڭودين
- المستوصف القروي الباراج

## النقل والطرق
يبعد مركز جماعة بيكودين عن مدينة تارودانت بـ 85 كلم.